# Балтика (пивоварна компанія)
ВАТ Пивоварна компанія «Ба́лтика» (рос. ОАО Пивоваренная компания «Балтика») — компанія харчової промисловості Російської Федерації, найбільшій у країні виробник пива та безалкогольних напоїв.
Найбільший виробник пива в Росії, на продукцію якого припадає 39,7% обсягів ринку пива Росії (станом на 2010 рік). Продукція основного пивного бренду компанії «Балтика» реалізується у більш ніж 70 країнах світу, також здійснюється її ліцензійне виробництво за кордоном.

## Історія
Історія компанії «Балтика» почалася 1990 року, коли було введено в експлуатацію виробничі потужності державного підприємства «Балтика» Ленінградського виробничого об'єднання «Ленпиво». За два роки, у 1992, один з найновіших пивоварних заводів колишнього СРСР було приватизовано зі створенням відкритого акціонерного товариства, співвласниками якого стали 28 юридичних та понад 2000 фізичних осіб. 1993 року контрольний пакет акцій товариства зосередив міжнародний холдинг Baltic Beverages Holding, на той час підприємство вже здійснювало випуск продукції під власною торговельною маркою «Балтика».
Підприємство швидко стало одним з найуспішніших гравців на російському ринку пива і вже 1997 року почало географічну експансію у регіони країни шляхом придбання діючих підприємств, першим з яких став пивзавод «Дон» у Ростові-на-Дону. Значне укруплення компанії відбулося протягом 2006—2007, коли було реалізовано проект об'єднання активів «Балтики» та російських пивзаводів «Вена», «Пікра» і «Ярпиво».
2008 року один з акціонерів Baltic Beverages Holding, данська Carlsberg Group, повністю викупила активи іншого співвласника, Scottish & Newcastle, і стала таким чином єдиним власником холдингу та контрольованих ним компаній, включаючи «Балтику».

## Виробничі підприємства

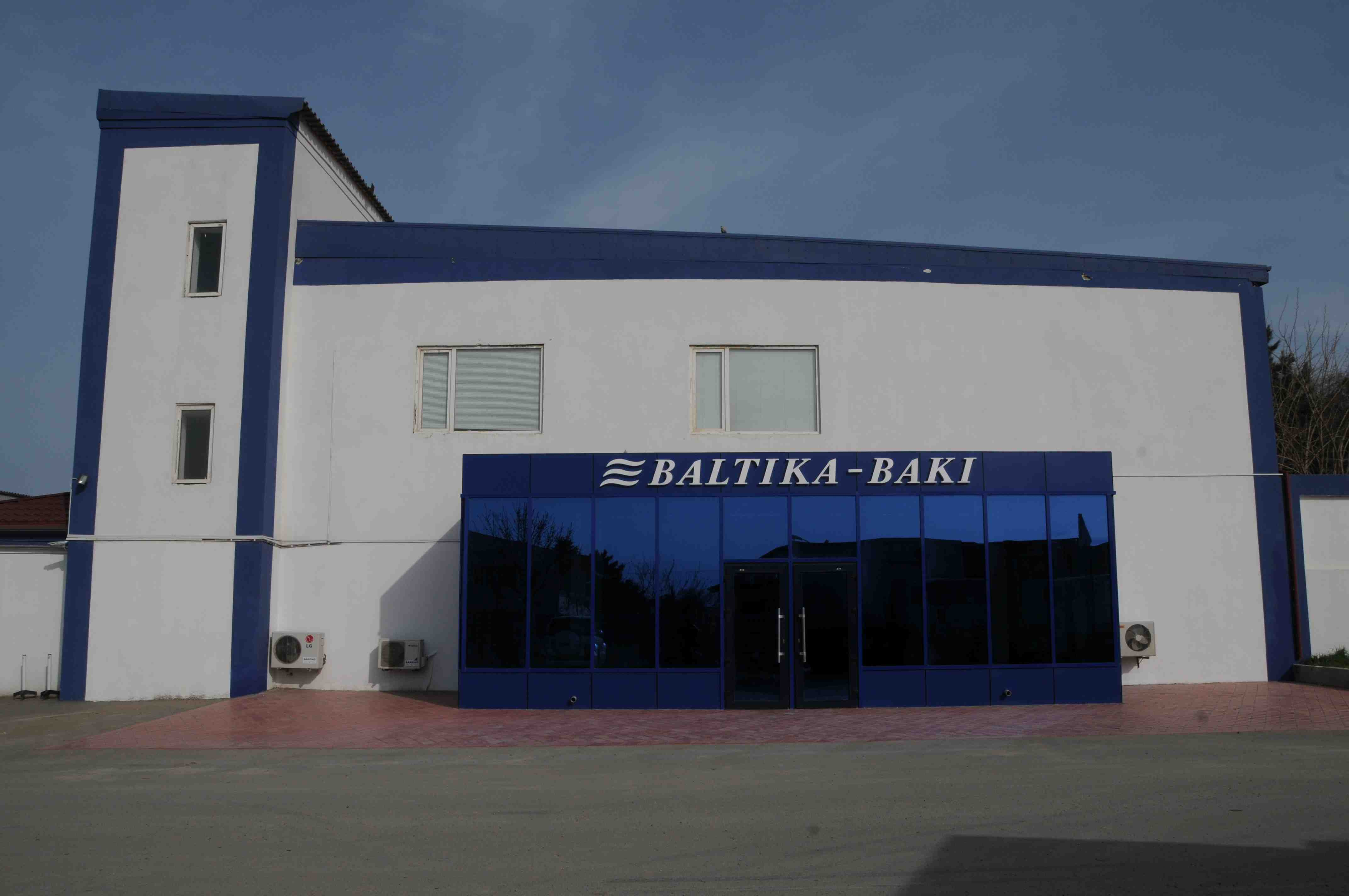
Будівля заводу «Балтика — Баку».

До числа виробничих активів пивоварної компанії входять 12 пивоварних заводів, сукупною виробничою потужністю 5,2 мільйони гектолітрів пива на місяць:
| Підприємство                      | Місцезнаходження       |
| Завод «Балтика — Санкт-Петербург» | Санкт-Петербург, Росія |
| Завод «Балтика — Баку»            | Баку, Азербайджан      |
| Завод «Балтика — Вена»            | Санкт-Петербург, Росія |
| Філія «Балтика — Воронеж»         | Воронеж, Росія         |
| Філія «Балтика — Новосибірськ»    | Новосибірськ, Росія    |
| Філія «Балтика — Пікра»           | Красноярськ, Росія     |
| Філія «Балтика — Ростов»          | Ростов-на-Дону, Росія  |
| Філія «Балтика — Самара»          | Самара, Росія          |
| Філія «Балтика — Тула»            | Тула, Росія            |
| Філія «Балтика — Хабаровськ»      | Хабаровськ, Росія      |
| Філія «Балтика — Челябінськ»      | Челябінськ, Росія      |
| Філія «Балтика — Ярославль»       | Ярославль, Росія       |

## Асортимент продукції

### ТМ «Балтика»
Провідним брендом пивоварної компанії «Балтика» є однойменна торговельна марка, виведена на ринок 1992 року. Особливістю цієї торговельної марки є використання нумерації основних сортів пива:
- Балтика № 0 «Безалкогольное» — безалкогольне світле пиво з вмістом алкоголю до 0,5% об. та густиною 12%.
- Балтика № 2 «Светлое» — світле пиво з вмістом алкоголю 4,7% об. та густиною 11,5%.
- Балтика № 3 «Классическое» — світле пиво з вмістом алкоголю 4,8% об. та густиною 12%. Найпопулярніший сорт компанії, виробництво якого на умовах ліцензії також налагоджено в Україні, Азербайджані, Казахстані та Узбекистані.
- Балтика № 4 «Оригинальное» — темне пиво з вмістом алкоголю 5,6% об. та густиною 15%. Виготовляється з використанням житнього солоду.
- Балтика № 6 «Портер» — темне пиво, портер, з вмістом алкоголю 7,0% об. та густиною 16%.
- Балтика № 7 «Экспортное» — преміальне світле пиво сорту «експорт» з вмістом алкоголю 5,6% об. та густиною 12%.
- Балтика № 8 «Пшеничное» — пшеничне пиво з вмістом алкоголю 5,0% об. та густиною 12,5%.
- Балтика № 9 «Крепкое» — міцне світле пиво з вмістом алкоголю 8,0% об. та густиною 16%.

Крім номерних сортів під брендом «Балтика» підприємствами компанії також виробляються:
- Балтика «Разливное» — непастеризоване світле пиво з вмістом алкоголю 5,3% об. та густиною 12%.
- Балтика «Нефильтрованное» — непастеризоване нефільтроване світле пиво з вмістом алкоголю 4,6% об. та густиною 10,5%.
- Балтика «Кулер» — світле пиво з вмістом алкоголю 4,7% об. та густиною 11%.
- Балтика «Кулер Лайм» — світле пиво з додаванням соку лимону, з вмістом алкоголю 4,7% об. та густиною 11%.

### Інші бренди
Компанія продовжує випуск продукції під торговельними марками російських пивзаводів, що увійшли до її структури, — «Ярпиво», «Арсенальное», «Невское», «Дон».
На умовах ліцензії підприємствами компанії здійснюється розлив пива декількох міжнародних торговельних марок, що належать Carlsberg Group, — «Tuborg», «Kronenbourg» та безпосередньо «Carlsberg».
Також компанія виробляє слабоалкогольні напої «Eve» та низки інших торговельних марок, сидр «Somersby», енергетичні напої «Battery» та «Flash», кваси «Хлебный Край», газовані безалкогольні напої під торговельною маркою «Crazy».

## Суспільний бойкот
Через російське походження пиво «Балтика» потрапляло під суспільні бойкоти в Україні в рамках громадянських кампаній «Пам'ятай про газ — не купуй російських товарів!» і «Не купуй російське!»